# Рахат (город)
Рахат (ивр. רהט‎, араб. رهط‎) — самый крупный бедуинский населённый пункт в Южном округе Израиля, единственный бедуинский населённый пункт, выросший до статуса большого города. Согласно Израильскому центральному статистическому бюро, население города на 2023 год составляло 81169 человек.
Находится в 12 км к северу от Беэр-Шевы и близко к кибуцам Шоваль и Мишмар-ха-Негев.
Социально-экономический рейтинг — 1 из 10.

## История

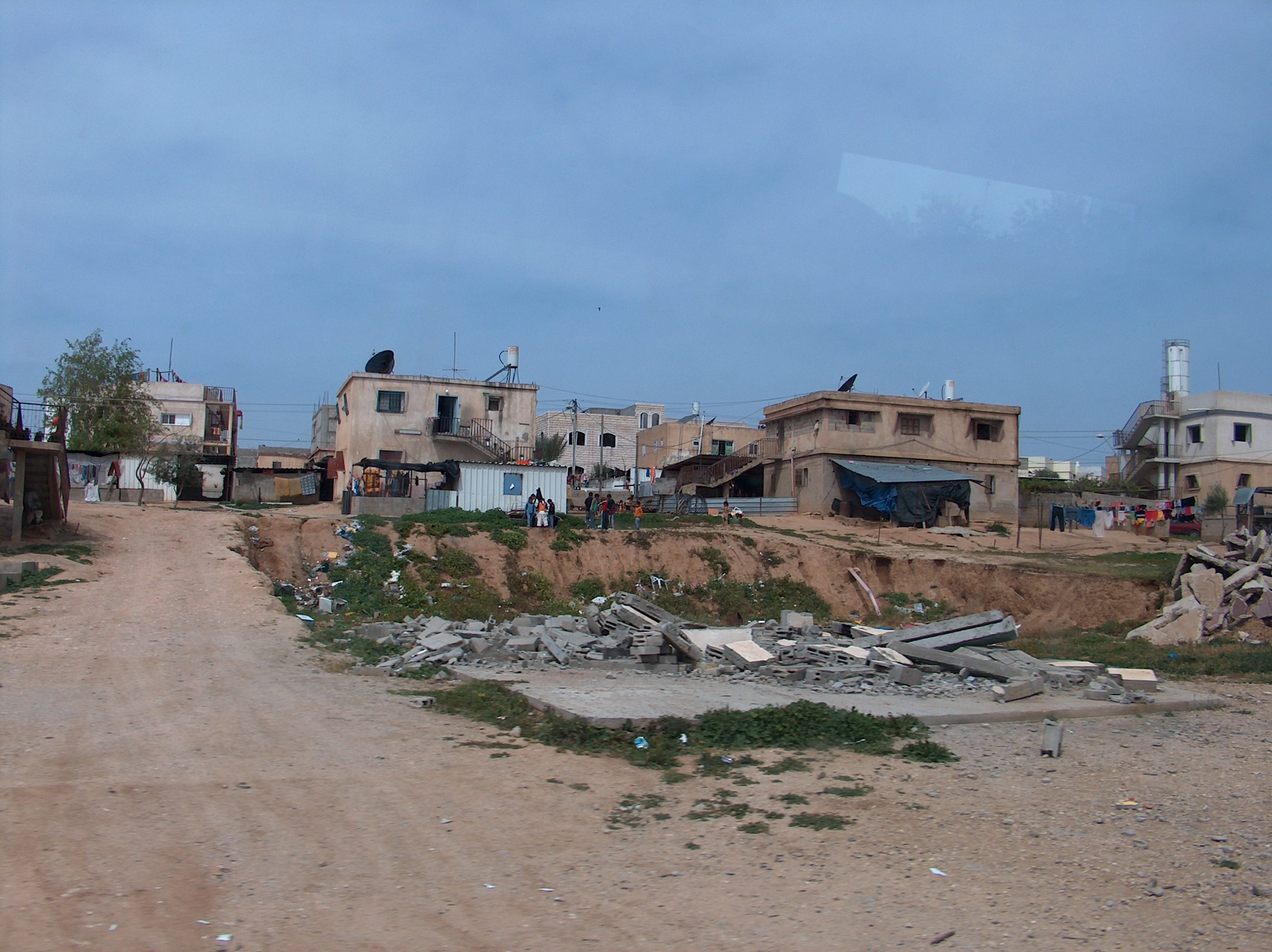
Дома в Рахате

Археологи обнаружили в окрестностях Рахата остатки крестьянского хозяйства позднего византийского периода (VI — начало VII века н. э.), свидетельствующие о более мягком климате и наличии множества ручьев. В арабский период в окрестностях Рахата была деревушка с сельской мечетью периода раннего ислама, оказавшейся одной из самых древних в мире.
Также в этой местности, в богатом арабском поместье, была обнаружена самая древняя в Израиле мыловарня (VIII век н. э.).
Современный Рахат был основан в 1972 году правительством Израиля для бедуинов Негева возле кибуца Шоваль. До 1980 года поселение относилось к региональному совету Бней Шимон, до 1994 года Рахат имел статус местного совета.
В 1994 году Рахат получил статус города.
В 2017 году были решены юрисдикционные вопросы между муниципалитетом Рахата и еврейским региональным Советом Бней Шимон и были достигнуты соглашения для присоединения земли к Рахату с целью поселения в городе племени Абу-Кайдара.
В городе самый высокий (3 % в 2019 году) естественный прирост населения среди городов Израиля.
В городе 33 микрорайона. Все кварталы, кроме одного, населены отдельными бедуинскими кланами, один район является смешанным.

## Население
По данным Центрального статистического бюро Израиля, население на начало 2020 года составляло 71 437 человек.
Рахат находится в первой десятке израильских городов с самым высоким уровнем безработицы.
Среднемесячная заработная плата сотрудника в течение 2019 года составила 4959 шекелей (в среднем по стране: 9745 шекелей).

## Экономика
Небольшая часть жителей города (ок. 2200 человек) работают в промышленной зоне Идан-ха-Негев.

## Транспорт
В 2007 году в городе была открыта железнодорожная станция «Лехавим-Рахат».

## Образование
В городе работают 23 школы, в которых учатся 18.300 учеников. Процент подростков, бросивших школу, высок и составляет 5,4 % (по Израилю 1,4 %).